# Царське полювання
«Царське полювання» — радянський історичний художній фільм-драма, поставлений в 1990 році режисером Віталієм Мельниковим за однойменною п'єсою  Леоніда Зоріна.
Другий фільм історичної трилогії Віталія Мельникова «Імперія. Початок». Існує в двох версіях: оригінальній (127 хвилин) і скороченій (104 хвилини).

## Сюжет
|  | Прокляття злої справи у тому, що знову і знову воно народжує зло — Фрідріх Шиллер |

1775 рік. Завершено перший поділ Польщі, повстання Пугачова придушене, Пугачов страчений. Влада імператриці Катерини здається безмежною. Вона диктує волю Європі, змушує тремтіти свій двір: з політичних міркувань відправляє у відставку старих соратників Паніна і Дашкову, припиняє багаторічні любовні відносини зі всесильним Григорієм Орловим, обравши собі нового фаворита — Васильчикова.
Однак до імператриці доноситься тривожна звістка — авантюристка, яка називає себе княжною Таракановою, подорожує Європою, бентежачи правителів розповідями про те, що вона насправді дочка Єлизавети Петрівни і спадкоємиця російського престолу. Бурхлива діяльність авантюристки змушує Катерину II вжити заходів.
Імператриці відомо, що колись ця авантюристка була закохана в графа Олексія Орлова, молодшого брата Григорія Орлова — колишнього фаворита імператриці, учасника палацового перевороту 1762 року і вбивці її чоловіка, Петра III. Катерина велить Орлову прибути до неї в Петербург.
Орлов, що купається в нечуваній розкоші, яку забезпечує його величезний стан, мучиться нудьгою в Москві. Вирішуючи долі своїх кріпаків, він наблизив до себе «поета» Кустова. Отримавши наказ Катерини, Орлов кидається в Петербург, де дізнається як про зміну долі свого брата, так і про те, що за доручення приготувала йому імператриця. Олексій відправляється в Італію.
Красуня Тараканова, яка сама зводила з розуму чоловіків, захоплюється Орловим і слідує за ним на російський корабель. Орлов, щоб відвернути увагу союзників Тараканової, зображує весілля на борту корабля, а потім ув'язнює княжну під варту. Полонянку перевозять в Петропавлівську фортецю, де вона проводить останні дні життя, так і не розкривши свого секрету. Орлов, який до кінця виконав борг вірнопідданого Катерини, отримує свою нагороду — ніч з російською імператрицею.

## У ролях
- Світлана Крючкова —  Катерина II
- Анна Самохіна —  княжна Єлизавета Тараканова
- Микола Єременко —   граф Олексій Орлов
- Михайло Кононов —  Михайло Кустов
- Олег Табаков —  князь О. М. Голіцин
- Олександр Романцов —   С. І. Шешковський
- Олександр Голобородько —   граф Григорій Орлов
- Анатолій Шведерський —  М. І. Панін
- Світлана Смирнова —   Катерина Дашкова
- Олександр Новиков —  Бєлоглазов
- Баадур Цуладзе —  Ломбарді
- Рамаз Іоселіані —  секретар
- Алдона Даусене —  Франциска де Мешаді
- Борис Клюєв —   Грейг
- Володимир Єрьомін —   Де Рібас
- Віктор Павлов —  Ферапонт
- Борис Чинкін —  Черномський
- Віктор Казанович —  Даманський
- Сватоплук Матиаш —  Джон Дік
- Міріам Канторкова —  Мореллі

## Знімальна група
- Сценарист —  Леонід Зорін за мотивами однойменної п'єси
- Режисер-постановник —  Віталій Мельников
- Головний оператор —  Юрій Векслер
- Композитор —  Едісон Денисов